# 长门宫
长门宫，西汉时离宫，在今陕西省西安市境内，汉长安城与城南顾成庙之间，具体所在失传。西安国际港务区境内的新寺遗址的原始建筑有多种说法，其一即是长门宫。
元光五年（前130年），汉武帝废陈皇后，派有司赐陈皇后策曰：“其上玺绶，罢退居长门宫”。第二年（前129年），她的父亲陈午逝世。而寡居的母亲长公主刘嫖则与董偃私通。根据《汉书·卷六十五》记载，长门宫本为刘嫖的长门园，在长安城至顾成庙的路途中。因与董偃私通之故而献长门园。汉武帝大悦，更名为长门宫。根据武帝的废后诏书，刘嫖献长门园时间当在陈皇后被废之前。同时《汉书·卷六十五》所记刘嫖年龄有误。

## 相关
- 长门赋

## 备注
1. 1 2  顾成庙即文帝庙，汉文帝前元四年所建，参见：《汉书·卷四·文帝纪第四》。在汉长安城南。
2. ↑  《汉书·卷六十五·东方朔传第三十五》称此时刘嫖五十余岁，但刘嫖最迟生于前188年。此时应为六十余岁。